# 巴拉内洛
巴拉内洛（義大利語：Baranello），是意大利坎波巴索省的一个市镇。总面积24平方公里，人口2779人，人口密度115.8人/平方公里（2009年）。ISTAT代码为070002。